# شیگیوشی موچیزوکی
شیگیوشی موچیزوکی (به انگلیسی: Shigeyoshi Mochizuki) بازیکن فوتبال اهل ژاپن و عضو تیم ملی فوتبال ژاپن است که در تاریخ ۱۵ ژوئن ۱۹۹۷ میلادی اولین بازی ملی‌اش را انجام داد. او در ۱۵ بازی ملی حضور داشت و آخرین بازی ملی خود را در تاریخ ۲۴ مارس ۲۰۰۱ میلادی انجام داد. شیگیوشی موچیزوکی در بازی‌های ملی‌اش
۱ گل به ثمر رساند.